# Laurence Olivier Award for Best Comedy Performance
Der Laurence Olivier Award for Best Comedy Performance (deutsch: Laurence Olivier Auszeichnung für die beste Comedy-Darbietung) war ein britischer Theater- und Musicalpreis, der von 1976 bis 1995 vergeben wurde.

## Geschichte und Hintergrund
Die Laurence Olivier Awards werden seit 1976 jährlich in zahlreichen Kategorien von der Society of London Theatrevergeben. Sie gelten als höchste Auszeichnung im britischen Theater und sind vergleichbar mit den Tony Awards am amerikanischen Broadway. Ausgezeichnet werden herausragende Darsteller und Produktionen einer Theatersaison, die im Londoner West End zu sehen waren. Die Nominierten und Gewinner der Laurence Olivier Awards „werden jedes Jahr von einer Gruppe angesehener Theaterfachleute, Theaterkoryphäen und Mitgliedern des Publikums ausgewählt, die wegen ihrer Leidenschaft für das Londoner Theater“ bekannt sind. Einer der Auszeichnungen war der Laurence Olivier Award ffor Best Comedy Performance. Dieser kombinierte Preis für Schauspieler und Schauspielerinnen wurde 1976 eingeführt und zum letzten Mal bei der Verleihung 1995 verliehen. Bei den 19 Gelegenheiten, bei denen dieser Preis verliehen wurde, ging er dreimal an eine Schauspielerin und 16-mal an einen Schauspieler.

## Gewinner und Nominierte
Die Übersicht der Gewinner und Nominierten listet pro Jahr die nominierten Darsteller und Darstellerinnen und ihre Rollen in den Comedies. Der Gewinner eines Jahres ist grau unterlegt und fett angezeigt.

### 1976–1979
| Jahr              | Darsteller                          | Comedy            | Rolle          |
| 1976              |                                     |                   |                |
| ----------------- | ----------------------------------- | ----------------- | -------------- |
| 1976              | Penelope Keith                      | Donkeys’Years     | Lady Driver    |
| 1976              | Peter Barkworth                     | Crown Matrimonial | Edward VIII.   |
| 1976              | Richard Beckinsale                  | Funny Peculiar    | Trevor Tinsley |
| 1976              | Geraldine McEwan                    | Oh, Coward!       | Performer      |
| 1977              |                                     |                   |                |
| Denis Quilley     | Privates on Parade                  | Terri Dennis      |                |
| Jane Carr         | Once a Catholic                     | Mary Mooney       |                |
| Joan Hickson      | Bedroom Farce                       | Delia             |                |
| Leslie Phillips   | Sextet                              | Rolle unbekannt   |                |
| 1978              |                                     |                   |                |
| Ian McKellen      | The Alchemist                       | Face              |                |
| Sheila Hancock    | Annie                               | Miss Hannigan     |                |
| Geraldine McEwan  | Look After Lulu!                    | Lulu              |                |
| Donald Sinden     | Shut Your Eyes and Think of England | Darsteller        |                |
| 1979              |                                     |                   |                |
| Barry Humphries   | A Night with Dame Edna              | Dame Edna Everage |                |
| Richard Griffiths | Once in a Lifetime                  | George Lewis      |                |
| Oscar James       | Gloo Joo                            | Meadowlark Warner |                |
| Maureen Lipman    | Outside Edge                        | Maggie            |                |

### 1980–1989
| Jahr               | Darsteller                      | Comedy                     | Rolle  |
| 1980               |                                 |                            |        |
| ------------------ | ------------------------------- | -------------------------- | ------ |
| 1980               | Beryl Reid                      | Born in the Gardens        | Maud   |
| 1980               | Edward Duke                     | Jeeves Takes Charge        | Jeeves |
| 1980               | Ben Kingsley                    | The Merry Wives of Windsor | Ford   |
| 1980               | Julie Walters                   | Educating Rita             | Rita   |
| 1981               |                                 |                            |        |
| Rowan Atkinson     | Rowan Atkinson in Revue         | Er selbst                  |        |
| Georgina Hale      | Steaming                        | Josie                      |        |
| Donald Sinden      | Present Laughter                | Garry Essendine            |        |
| Angela Thorne      | Anyone for Denis?               | Margaret Thatcher          |        |
| 1982               |                                 |                            |        |
| Geoffrey Hutchings | Poppy                           | Lady Dodo                  |        |
| Jane Carr          | A Midsummer Night’s Dream       | Hermia                     |        |
| Paul Eddington     | Noises Off                      | Lloyd Dallas               |        |
| Bill Paterson      | Schweik in the Second World War | Schweyk                    |        |
| 1983               |                                 |                            |        |
| Griff Rhys Jones   | Charley’s Aunt                  | Lord Fancourt Babberley    |        |
| Susan Colverd      | The Provok’d Wife               | Lady Brute                 |        |
| Michael Hordern    | The Rivals                      | Sir Anthony Absolute       |        |
| Peter Ustinov      | Beethoven’s Tenth               | Ludwig van Beethoven       |        |
| 1984               |                                 |                            |        |
| Maureen Lipman     | See How They Run                | Miss Skillon               |        |
| Lavinia Bertram    | Intimate Exchanges              | verschiedene Rollen        |        |
| Leonard Rossiter   | Loot                            | Truscott                   |        |
| Michael Williams   | Two into One                    | George                     |        |
| 1985               |                                 |                            |        |
| Michael Gambon     | A Chorus of Disapproval         | Dafydd Llewellyn           |        |
| Roger Rees         | Love’s Labour's Lost            | Berowne                    |        |
| Griff Rhys Jones   | Trumpets and Raspberries        | Antonio Berardi / Agnelli  |        |
| Maggie Smith       | The Way of the World            | Mrs. Millamant             |        |
| 1986               |                                 |                            |        |
| Bill Fraser        | When We Are Married             | Gerald Forbes              |        |
| Brian Cox          | Misalliance                     | John Tarleton              |        |
| Nigel Hawthorne    | The Magistrate                  | Posket                     |        |
| Paul Scofield      | I’m Not Rappaport               | Nat                        |        |
| 1987               |                                 |                            |        |
| John Woodvine      | The Henrys                      | Falstaff                   |        |
| Frank Ferrante     | Groucho: A Life in Revue        | Groucho Marx               |        |
| Geoffrey Hutchings | Three Men on a Horse            | Irwin                      |        |
| Les Marsden        | Groucho: A Life in Revue        | Harpo Marx                 |        |
| 1988               |                                 |                            |        |
| Alex Jennings      | Too Clever by Half              | Gloumov                    |        |
| Kenneth Branagh    | As You Like It                  | Celia                      |        |
| Lesley Sharp       | A Family Affair                 | Lipochka                   |        |
| Sian Thomas        | Countrymania                    | Vittoria                   |        |
| 1989/90            |                                 |                            |        |
| Michael Gambon     | Man of the Moment               | Douglas Beechey            |        |
| Alex Jennings      | The Liar                        | Dorante                    |        |
| Alfred Molina      | Speed-the-Plow                  | Fox                        |        |
| Peter O’Toole      | Jeffrey Bernard is Unwell       | Jeffrey Bernard            |        |

### 1990–1995
| Jahr                | Darsteller                      | Comedy                                         | Rolle      |
| 1991                |                                 |                                                |            |
| ------------------- | ------------------------------- | ---------------------------------------------- | ---------- |
| 1991                | Alan Cumming                    | Accidental Death of an Anarchist               | The Madman |
| 1991                | Richard Briers                  | The Wind in the Willows                        | Rat        |
| 1991                | Griff Rhys Jones                | The Wind in the Willows                        | Mr. Toad   |
| 1991                | Joseph Maher                    | What the Butler Saw                            | Dr. Rance  |
| 1992                |                                 |                                                |            |
| Desmond Barrit      | The Comedy of Errors            | Antipholus of Ephesus / Antipholus of Syracuse |            |
| Robin Bailey        | Black Snow                      | Ivan Vassilevich                               |            |
| Alan Cumming        | La Bête                         | Valere                                         |            |
| Lia Williams        | The Revengers Comedies          | Karen                                          |            |
| 1993                |                                 |                                                |            |
| Simon Cadell        | Travels with My Aunt            | Henry Pulling                                  |            |
| Sara Crowe          | Hay Fever                       | Sorel Bliss                                    |            |
| Guy Henry           | The Alchemist                   | Ananias                                        |            |
| Robert Lindsay      | Cyrano de Bergerac              | Cyrano de Bergerac                             |            |
| 1994                |                                 |                                                |            |
| Griff Rhys Jones    | An Absolute Turkey              | Redillon                                       |            |
| Ken Campbell        | Jamais Vu                       | Darsteller                                     |            |
| Nicholas Le Prevost | An Absolute Turkey              | Pontagnac                                      |            |
| Maggie Smith        | The Importance of Being Earnest | Lady Bracknell                                 |            |
| 1995                |                                 |                                                |            |
| Niall Buggy         | Dead Funny                      | Brian                                          |            |
| Nigel Hawthorne     | The Clandestine Marriage        | Lord Ogleby                                    |            |
| Tony Slattery       | Neville’s Island                | Gordon                                         |            |
| Debra Gillett       | The Country Wife                | Mrs. Pinchwife                                 |            |